# Thedo Remmelink
Thedo Remmelink (* 22. April 1963 in Zelhem) ist ein ehemaliger niederländischer Snowboarder.

## Werdegang
Remmelink gewann im Jahr 1994 bei den Europameisterschaften der ISF die Bronzemedaille im Riesenslalom und fuhr zu Beginn der Saison 1994/95 im Zell am See erstmals im Snowboard-Weltcup der FIS. Dort belegte er den vierten Platz im Parallelslalom und holte im Riesenslalom seinen ersten Weltcupsieg. Im weiteren Saisonverlauf kam er dreimal auf den zweiten und zweimal auf den dritten Platz. Zudem siegte er im Slalom in Innichen und errang damit den vierten Platz im Parallel-Weltcup, den dritten Platz im Riesenslalom-Weltcup sowie den zweiten Platz im Slalom-Weltcup. In der Saison 1995/96 gewann er im Parallelslalom in La Bresse und im Slalom in Innichen. Zudem errang er in Sun Peaks den dritten Platz im Riesenslalom und erreichte damit den sechsten Platz im Slalom-Weltcup, den vierten Rang im Riesenslalom-Weltcup sowie den dritten Platz im Gesamtweltcup. Beim Saisonhöhepunkt, den Snowboard-Weltmeisterschaften 1996 in Lienz, fuhr er auf den 22. Platz im Riesenslalom und auf den 12. Rang im Parallelslalom. In der folgenden Saison holte er im Riesenslalom in Olang seinen fünften Weltcupsieg und errang zum Saisonende den 24. Platz im Gesamtweltcup. Bei den Snowboard-Weltmeisterschaften 1997 in Innichen belegte er den 19. Platz im Parallelslalom und den 17. Rang im Riesenslalom. In seiner letzten aktiven Saison 1997/98 kam er in Oberstdorf mit Platz zwei im Riesenslalom letztmals aufs Podest und erreichte den fünften Platz im Riesenslalom-Weltcup. Bei seiner einzigen Olympiateilnahme im Februar 1998 in Nagano fuhr er auf den zehnten Platz im Riesenslalom.

## Teilnahmen an Weltmeisterschaften und Olympischen Winterspielen

### Olympische Winterspiele
- 1998 Nagano: 10. Platz Riesenslalom

### Snowboard-Weltmeisterschaften
- 1996 Lienz: 12. Platz Parallelslalom, 22. Platz Riesenslalom
- 1997 Innichen: 17. Platz Riesenslalom, 19. Platz Parallelslalom

## Weltcupsiege und Weltcup-Gesamtplatzierungen

### Weltcupsiege
| Nr. | Datum             | Ort         | Disziplin      |
| --- | ----------------- | ----------- | -------------- |
| 1.  | 26. November 1994 | Zell am See | Riesenslalom   |
| 2.  | 22. Januar 1995   | Innichen    | Slalom         |
| 3.  | 13. Januar 1996   | La Bresse   | Parallelslalom |
| 4.  | 20. Januar 1996   | Innichen    | Slalom         |
| 5.  | 28. Februar 1997  | Olang       | Riesenslalom   |

### Weltcup-Gesamtplatzierungen
| Saison  | Gesamt | Gesamt | Snowboardcross | Snowboardcross | Parallel | Parallel | Riesenslalom | Riesenslalom | Slalom | Slalom |
| Saison  | Punkte | Platz  | Punkte         | Platz          | Punkte   | Platz    | Punkte       | Platz        | Punkte | Platz  |
| ------- | ------ | ------ | -------------- | -------------- | -------- | -------- | ------------ | ------------ | ------ | ------ |
| 1994/95 | -      | -      | -              | -              | 2126     | 4.       | 4210         | 3.           | 2490   | 2.     |
| 1995/96 | 896    | 3.     | -              | -              | -        | -        | 4160         | 4.           | 4770   | 6.     |
| 1996/97 | 428    | 24.    | 90             | 70.            | -        | -        | -            | -            | -      | -      |
| 1997/98 | 470    | 16.    | -              | -              | -        | -        | 3032         | 5.           | -      | -      |